# (23977) 1999 GW6
(23977) 1999 GW6 es un asteroide perteneciente al cinturón de asteroides, descubierto el 14 de abril de 1999 por el equipo del Lincoln Near-Earth Asteroid Research desde el Laboratorio Lincoln, Socorro, Nuevo México.

## Designación y nombre
Designado provisionalmente como 1999 GW6.

## Características orbitales
1999 GW6 está situado a una distancia media del Sol de 2,634 ua, pudiendo alejarse hasta 2,966 ua y acercarse hasta 2,303 ua. Su excentricidad es 0,126 y la inclinación orbital 26,063 grados. Emplea 1561,60 días en completar una órbita alrededor del Sol.

## Características físicas
La magnitud absoluta de 1999 GW6 es 13,33. Tiene 16,190 km de diámetro y su albedo se estima en 0,043.